# Опухоль ЦНС
Опухоли ЦНС — новообразования центральной нервной системы. Образуются в результате неконтролируемого деления клеток, в большинстве случаев — клеток глии, поскольку собственно зрелые нейроны теряют способность к делению.
Особенностью опухолей центральной нервной системы у позвоночных, в том числе и человека, является выраженное механическое воздействие новообразования на окружающие ткани в связи с наличием скелетной оболочки вокруг головного и спинного мозга. Локализация опухоли, как правило, значительно влияет на клиническую картину, что имеет значение для топической диагностики.
Существенный вклад в описание одного из основных видов опухолей ЦНС, глиомы (саркомы ЦНС) внёс Белецкий В.К.

## Эпидемиология
Частота заболеваемости опухолями ЦНС (как первичными, так и метастатическими поражениями) в США и Европе составляет 17,6 и 22 случая на 100 000 человек, соответственно. Этот же показатель, обобщенный для всех стран, составляет 3,7 для мужчин и 2,6 - для женщин.
Частота заболеваемости первичными опухолями головного мозга в России составляет 4-19 случаев на 100 000 человек.
По данным Американского ракового регистра, в период с 2008 по 2013 годы в США частота заболеваемости первичными опухолями головного мозга у взрослых людей (20 лет и старше) составила 28,6 на 100 000 населения.

## Классификация
Опухоли ЦНС разделяют на первичные (образовавшиеся непосредственно в тканях ЦНС) и вторичные (метастатические поражения).
В соответствии с классификацией ВОЗ от 2007 г., первичные опухоли в зависимости от морфологического типа делят на:
- Опухоли из нейроэпителиальной ткани
  - Астроцитарные
  - Олигодендроглиальные
  - Олигоастроцитарные
  - Эпендимальные
  - Хориоидальные
  - Другие нейроэпителиальные
  - Опухоли пинеальной области
  - Эмбриональные
- Опухоли краниальных и спинальных нервов
  - Шваннома
  - Нейрофиброма
  - Периневрома
  - Злокачественная опухоль оболочек периферических нервов
- Опухоли оболочек
  - Менинготелиальные
- Мезенхимальные
- Первичные меланоцитарные поражения
- Другие опухоли, относящиеся к оболочкам
- Опухоли кроветворной системы
- Герминативно-клеточные опухоли
- Опухоли хиазмально-селярной области

В 2016 году ВОЗ пересмотрела классификацию опухолей. Наиболее значимые изменения затрагивают диффузные глиомы. Медуллобластомы разделены на отдельные молекулярные подгруппы. Объединение солитарных фиброзных опухолей ТМО и гемангиоперицитом в одну форму.

## Этиология
Причины развития опухолей ЦНС в настоящее время неясны. Выделяют несколько факторов риска, способных оказывать влияние на развитие данной группы заболеваний. Основные среди них:
Генетические – несмотря на большое количество данных, указывающих на изменения ДНК в опухолевых тканях, прямая связь этого фактора и опухолеобразования всё еще не доказана. Тем не менее общепринято, что опухоли ЦНС чаще встречаются у родственников.
Ионизирующее излучение – единственный фактор, влияние которого на канцерогенез доказано несколькими исследованиями.
Неионизирующее излучение (электромагнитные поля и волны радиочастот) – влияние радиоволн (в частности, испускаемых мобильными телефонами при разговоре по сотовой связи) было предположено в теоретических исследованиях. С целью проверки данной гипотезы было инициировано исследование INTERPHONE, окончательные результаты которого еще не опубликованы.
Аллергии, атопические заболевания и системные инфекции – в ряде работ отмечалась обратная связь между заболеваемостью аллергиями и глиальными опухолями. Механизм этой взаимосвязи недостаточно ясен, ряд авторов объясняют этот  факт ошибками в подсчётах и методологии исследований. В настоящее время ведутся активные работы в этом направлении, так как раскрытие механизма взаимодействия иммунитета и опухолевого процесса является одним из ключевых факторов в разработке новых методов лечения онкологических заболеваний.
Вирусы – в тканях глиальных опухолей были вирусы группы полиомавирус; эта же группа вирусов в эксперименте приводила к образованию опухолей. Также  предполагается взаимосвязь канцерогенеза с наличием герпес-вирусной инфекции.
Нейроканцерогены и металлы – наиболее вероятными металлами, оказывающими влияние на образование опухолей ЦНС, считаются кадмий и свинец. Тем не менее, достаточно достоверных исследований по этому поводу не проводилось.